# Naisten Vaahteraliiga 2012
La Naisten Vaahterahliiga 2012 è stata la 15ª edizione del campionato di football americano di primo livello femminile, organizzato dalla SAJL.

## Squadre partecipanti
| Club                 | Città     | Stadio | Sponsor ufficiale | Risultato nella stagione 2011 |
| -------------------- | --------- | ------ | ----------------- | ----------------------------- |
| Helsinki Lady Demons | Helsinki  |        |                   |                               |
| Helsinki Roosters    | Helsinki  |        |                   |                               |
| Joensuu Wolves       | Joensuu   |        |                   |                               |
| Jyväskylä Jaguars    | Jyväskylä |        |                   |                               |
| Mikkeli Bouncers     | Mikkeli   |        |                   |                               |
| Nokia Ghosthunters   | Nokia     |        |                   |                               |
| Oulu Northern Lights | Oulu      |        |                   |                               |
| Seinäjoki Crocodiles | Seinäjoki |        |                   |                               |
| Turku Trojans        | Turku     |        |                   |                               |

## Stagione regolare

### Calendario

#### 1ª giornata
| Joensuu 12 maggio 2012, ore 12:00 | Joensuu Wolves | 8 – 47 | Turku Trojans | Utran tekonurmi |

| Helsinki 12 maggio 2012, ore 13:00 | Helsinki Roosters | 32 – 12 (8-6 16-6 8-0 0-0) referto | Helsinki Lady Demons | Velodromo di Helsinki (102 spett.)\| Arbitro: \| M. Immonen \| |
| Arbitro:                           | M. Immonen        |                                    |                      |                                                                |

| Oulu 12 maggio 2012, ore 17:00 | Oulu Northern Lights | 34 – 0 | Nokia Ghosthunters | Castrenin urheilukeskus |

| Seinäjoki 13 maggio 2012, ore 13:00 | Seinäjoki Crocodiles | 0 – 24 | Jyväskylä Jaguars | Jouppilanvuoren tekonurmi |

#### 2ª giornata
| Joensuu 19 maggio 2012, ore 12:00 | Joensuu Wolves | 30 – 46 | Seinäjoki Crocodiles | Utran tekonurmi |

| Jyväskylä 19 maggio 2012, ore 12:00 | Jyväskylä Jaguars | 12 – 6 | Mikkeli Bouncers | Palokan urheilukeskus |

| Oulu 19 maggio 2012, ore 16:00 | Oulu Northern Lights | 26 – 2 | Helsinki Roosters | Castrenin urheilukeskus |

| Nokia 20 maggio 2012, ore 14:00 | Nokia Ghosthunters | 6 – 24 | Helsinki Lady Demons | Keskusurheilukenttä |

#### 3ª giornata
| Helsinki 26 maggio 2012, ore 13:00 | Helsinki Lady Demons | 82 – 0 | Seinäjoki Crocodiles | Velodromo di Helsinki |

| Oulu 26 maggio 2012, ore 13:00 | Oulu Northern Lights | 31 – 0 | Jyväskylä Jaguars | Castrenin urheilukeskus |

| Mikkeli 27 maggio 2012, ore 12:30 | Mikkeli Bouncers | 6 – 18 | Helsinki Roosters | Urpolan tekonurmi |

| Turku 27 maggio 2012, ore 13:00 | Turku Trojans | 6 – 31 | Nokia Ghosthunters | Turun Urheilupuiston yläkenttä |

#### Anticipi 1
| Turku 2 giugno 2012, ore 12:00 | Turku Trojans | 34 – 6 | Jyväskylä Jaguars | Turun Urheilupuiston yläkenttä |

| Joensuu 3 giugno 2012, ore 12:00 | Joensuu Wolves | 14 – 59 | Oulu Northern Lights | Utran tekonurmi |

#### 4ª giornata
| Seinäjoki 9 giugno 2012, ore 12:00 | Seinäjoki Crocodiles | 0 – 33 | Oulu Northern Lights | Jouppilanvuoren tekonurmi |

| Helsinki 9 giugno 2012, ore 13:00 | Helsinki Roosters | 82 – 12 | Turku Trojans | Velodromo di Helsinki |

| Helsinki 10 giugno 2012, ore 13:00 | Helsinki Lady Demons | 61 – 0 (20-0 22-0 6-0 13-0) referto | Mikkeli Bouncers | Velodromo di Helsinki (45 spett.)\| Arbitro: \| R. Noronen \| |
| Arbitro:                           | R. Noronen           |                                     |                  |                                                               |

| Nokia 10 giugno 2012, ore 13:00 | Nokia Ghosthunters | 67 – 8 | Joensuu Wolves | Keskusurheilukenttä |

#### 5ª giornata
| Joensuu 16 giugno 2012, ore 12:00 | Joensuu Wolves | 6 – 64 | Helsinki Roosters | Utran tekonurmi |

| Jyväskylä 16 giugno 2012, ore 12:00 | Jyväskylä Jaguars | 0 – 20 | Nokia Ghosthunters | Palokan urheilukeskus |

| Mikkeli 17 giugno 2012, ore 13:00 | Mikkeli Bouncers | 0 – 26 | Oulu Northern Lights | Urpolan tekonurmi |

| Turku 17 giugno 2012, ore 16:00 | Turku Trojans | 0 – 42 | Helsinki Lady Demons | Turun Urheilupuiston yläkenttä |

#### 6ª giornata
| Jyväskylä 30 giugno 2012, ore 15:00 | Jyväskylä Jaguars | 0 – 26 | Helsinki Lady Demons | Palokan urheilukeskus |

| Helsinki 30 giugno 2012, ore 17:30 | Helsinki Roosters | 6 – 26 | Nokia Ghosthunters | Velodromo di Helsinki |

| Seinäjoki 1º luglio 2012, ore 13:00 | Seinäjoki Crocodiles | 12 – 0 | Turku Trojans | Jouppilanvuoren tekonurmi |

| Mikkeli 1º luglio 2012, ore 15:00 | Mikkeli Bouncers | 24 – 14 | Joensuu Wolves | Urpolan tekonurmi |

#### 7ª giornata
| Oulu 7 luglio 2012, ore 12:00 | Oulu Northern Lights | 57 – 7 | Turku Trojans | Castrenin urheilukeskus |

| Helsinki 7 luglio 2012, ore 13:00 | Helsinki Lady Demons | 54 – 8 | Joensuu Wolves | Velodromo di Helsinki |

| Helsinki 7 luglio 2012, ore 13:00 | Helsinki Roosters | 60 – 6 | Jyväskylä Jaguars | Velodromo di Helsinki |

| Mikkeli 8 luglio 2012, ore 15:00 | Mikkeli Bouncers | 18 – 20 | Seinäjoki Crocodiles | Urpolan tekonurmi |

#### 8ª giornata
| Nokia 14 luglio 2012, ore 14:00 | Nokia Ghosthunters | 49 – 0 | Mikkeli Bouncers | Keskusurheilukenttä |

| Seinäjoki 14 luglio 2012, ore 14:00 | Seinäjoki Crocodiles | 0 – 26 | Helsinki Roosters | Jouppilanvuoren tekonurmi |

#### 9ª giornata
| Helsinki 22 luglio 2012, ore 13:00 | Helsinki Lady Demons | 32 – 6 | Oulu Northern Lights | Velodromo di Helsinki |

| Nokia 22 luglio 2012, ore 13:00 | Nokia Ghosthunters | 40 – 14 | Seinäjoki Crocodiles | Keskusurheilukenttä |

| Jyväskylä 22 luglio 2012, ore 15:00 | Jyväskylä Jaguars | 42 – 16 | Joensuu Wolves | Palokan urheilukeskus |

| Turku 22 luglio 2012, ore 16:30 | Turku Trojans | 21 – 0 | Mikkeli Bouncers | Turun Urheilupuiston yläkenttä |

### Classifica
La classifica della regular season è la seguente:
- PCT = percentuale di vittorie, G = partite giocate, V = partite vinte,  P = partite perse, PF = punti fatti, PS = punti subiti

| Pos. | Squadra              | PCT  | G | V | N | P | PF  | PS  |
| ---- | -------------------- | ---- | - | - | - | - | --- | --- |
| 1    | Helsinki Lady Demons | .875 | 8 | 7 | 0 | 1 | 333 | 52  |
| 2    | Oulu Northern Lights | .875 | 8 | 7 | 0 | 1 | 272 | 55  |
| 3    | Nokia Ghosthunters   | .750 | 8 | 6 | 0 | 2 | 239 | 92  |
| 4    | Helsinki Roosters    | .750 | 8 | 6 | 0 | 2 | 290 | 94  |
| 5    | Turku Trojans        | .375 | 8 | 3 | 0 | 5 | 127 | 238 |
| 6    | Jyväskylä Jaguars    | .375 | 8 | 3 | 0 | 5 | 90  | 193 |
| 7    | Seinäjoki Crocodiles | .375 | 8 | 3 | 0 | 5 | 92  | 253 |
| 8    | Mikkeli Bouncers     | .125 | 8 | 1 | 0 | 7 | 54  | 221 |
| 9    | Joensuu Wolves       | .000 | 8 | 0 | 0 | 8 | 104 | 403 |

## Playoff

### Tabellone
|  | Semifinali | Semifinali           | Semifinali |                      |    | XV Finale            | XV Finale | XV Finale |  |
|  |            |                      |            |                      |    |                      |           |           |  |
|  | 1          | Helsinki Lady Demons | 24         |                      |    |                      |           |           |  |
|  | 1          | Helsinki Lady Demons | 24         |                      |    |                      |           |           |  |
|  | 4          | Helsinki Roosters    | 12         |                      |    |                      |           |           |  |
|  | 4          | Helsinki Roosters    | 12         |                      | 1  | Helsinki Lady Demons | 12        |           |  |
|  |            |                      |            |                      | 1  | Helsinki Lady Demons | 12        |           |  |
|  |            |                      | 2          | Oulu Northern Lights | 36 |                      |           |           |  |
|  | 2          | Oulu Northern Lights | 2          | Oulu Northern Lights | 36 | 39                   |           |           |  |
|  | 2          | Oulu Northern Lights |            |                      |    |                      |           |           |  |
|  | 3          | Nokia Ghosthunters   | 12         |                      |    |                      |           |           |  |

### Semifinali
| Oulu 28 luglio 2012, ore 17:00 | Oulu Northern Lights | 39 – 12 | Nokia Ghosthunters | Castrenin urheilukeskus |

| Helsinki 29 luglio 2012, ore 13:00 | Helsinki Lady Demons | 24 – 12 | Helsinki Roosters | Velodromo di Helsinki |

### XV Finale
| Helsinki 5 agosto 2012, ore 13:00 | Helsinki Lady Demons | 12 – 36 | Oulu Northern Lights | Velodromo di Helsinki |

## Verdetti
- Oulu Northern Lights Campionesse della Finlandia 2012